# 23. Turniej Czterech Skoczni
23. Turniej Czterech Skoczni rozgrywany był od 29 grudnia 1974 do 6 stycznia 1975.
Turniej wygrał  Willi Pürstl.

## Oberstdorf
Data: 29 grudnia 1974

Państwo:  RFN

Skocznia: Schattenbergschanze

Punkt konstrukcyjny: 115 m

### Wyniki konkursu
| Poz. | Imię i nazwisko | Narodowość | Punkty |
| ---- | --------------- | ---------- | ------ |
| 1.   | Willi Pürstl    | Austria    | 217,4  |
| 2.   | Stanisław Bobak | Polska     | 210,9  |
| 3.   | Rainer Schmidt  | NRD        | 210,6  |
| 4.   | Finn Halvorsen  | Norwegia   | 203,0  |
| 5.   | Johan Sætre     | Norwegia   | 200,9  |
| 6.   | Edi Federer     | Austria    | 200,5  |
| 7.   | Jurij Kalinin   | ZSRR       | 199,3  |
| 8.   | Paavo Mam       | Finlandia  | 198,8  |
| 9.   | Heinz Wosipiwo  | NRD        | 194,6  |
| 10.  | Hans Schmid     | Szwajcaria | 193,8  |

## Garmisch-Partenkirchen
Data: 1 stycznia 1975

Państwo:  RFN

Skocznia: Große Olympiaschanze

Punkt konstrukcyjny: 115 m

### Wyniki konkursu[1]
| Poz. | Imię i nazwisko       | Narodowość | Punkty |
| ---- | --------------------- | ---------- | ------ |
| 1.   | Karl Schnabl          | Austria    | 226,2  |
| 2.   | Kari Ylianttila       | Finlandia  | 226,0  |
| 3.   | Hans Millonig         | Austria    | 222,2  |
| 4.   | Edi Federer           | Austria    | 221,6  |
| 5.   | Willi Pürstl          | Austria    | 220,7  |
| 6.   | Rainer Schmidt        | NRD        | 220,3  |
| 7.   | Hans-Georg Aschenbach | NRD        | 220,1  |
| 8.   | Alois Lipburger       | Austria    | 216,2  |
| 9.   | Siergiej Suslikow     | ZSRR       | 213,5  |
| 10.  | Jochen Danneberg      | NRD        | 209,4  |

## Innsbruck
Data: 3 stycznia 1975

Państwo:  Austria

Skocznia: Bergisel

Punkt konstrukcyjny: 115 m

### Wyniki konkursu
| Poz. | Imię i nazwisko  | Narodowość     | Punkty |
| ---- | ---------------- | -------------- | ------ |
| 1    | Karl Schnabl     | Austria        | 239,6  |
| 2    | Edi Federer      | Austria        | 233,3  |
| 3    | Hans Wallner     | Austria        | 231,3  |
| 4.   | Karel Kodejška   | Czechosłowacja | 226,4  |
| 5.   | Willi Pürstl     | Austria        | 226,0  |
| 6.   | Stanisław Bobak  | Polska         | 225,3  |
| 7.   | Jochen Danneberg | NRD            | 224,8  |
| 8.   | Rudolf Höhnl     | Czechosłowacja | 224,3  |
| 9.   | Reinhold Bachler | Austria        | 222,7  |
| 10.  | Dietrich Kampf   | NRD            | 221,7  |

## Bischofshofen
Data: 6 stycznia 1975

Państwo:  Austria

Skocznia: Paul-Ausserleitner-Schanze

Punkt konstrukcyjny: 115 m

### Wyniki konkursu
| Poz. | Imię i nazwisko       | Narodowość     | Punkty |
| ---- | --------------------- | -------------- | ------ |
| 1.   | Karl Schnabl          | Austria        | 227,0  |
| 2.   | Karel Kodejška        | Czechosłowacja | 224,6  |
| 3.   | Hans-Georg Aschenbach | NRD            | 221,1  |
| 4.   | Rudolf Höhnl          | Czechosłowacja | 220,9  |
| 5.   | Edi Federer           | Austria        | 218,8  |
| 6.   | Hans Millonig         | Austria        | 215,7  |
| 7.   | Willi Pürstl          | Austria        | 214,9  |
| 8.   | Jochen Danneberg      | NRD            | 211,3  |
| 9.   | Dietrich Kampf        | NRD            | 210,0  |
| 10.  | Eberhard Seifert      | NRD            | 208,8  |

## Klasyfikacja generalna
| Poz. | Skoczek          | Kraj           | Punkty |
| ---- | ---------------- | -------------- | ------ |
| 1.   | Willi Pürstl     | Austria        | 879,0  |
| 2.   | Edi Federer      | Austria        | 874,2  |
| 3.   | Karl Schnabl     | Austria        | 863,3  |
| 4.   | Karel Kodejška   | Czechosłowacja | 853,2  |
| 5.   | Stanisław Bobak  | Polska         | 839,4  |
| 6.   | Rainer Schmidt   | NRD            | 834,4  |
| 7.   | Rudolf Höhnl     | Czechosłowacja | 831,7  |
| 8.   | Jochen Danneberg | NRD            | 829,2  |
| 9.   | Jurij Kalinin    | ZSRR           | 821,7  |
| 10.  | Hans Wallner     | Austria        | 821,6  |